# Pogoda na piątek
Pogoda na piątek – polski serial obyczajowy, wyprodukowany i emitowany przez TVP2 od 8 września 2006 do 27 sierpnia 2007.

## Obsada
- Danuta Stenka − Grażyna Borowik-Zamecznik
- Agnieszka Warchulska − Kamila Koralczyk
- Katarzyna Figura − Anna Lewicka
- Katarzyna Ankudowicz − Kasia Nowak
- Lech Mackiewicz − Jerzy Lewicki, ojciec Bartka i Michała
- Antoni Królikowski − Bartek Lewicki, syn Jerzego i Anny
- Michał Lesień − Marcin Brzezina
- Sonia Bohosiewicz − Halinka
- Rafał Królikowski − Artur Kaliski, partner Kamili
- Marek Kalita − Tomasz Zamecznik, były mąż Grażyny
- Monika Pikuła − Maja Zamecznik, córka Grażyny i Tomasza
- Gabriela Frycz − Gaja Zamecznik, córka Grażyny i Tomasza
- Aleksandra Nieśpielak − Karolina, partnerka Marka
- Andżelika Piechowiak − Ewa
- Marek Kałużyński − Marek, przyjaciel i współpracownik Artura
- Marek Kasprzyk − Ryszard Nowak, ojciec Kasi
- Joanna Trzepiecińska − Jola, przyjaciółka Grażyny
- Kinga Głogowska − Dorota, przyjaciółka Kamili i Karoliny
- Beata Ścibakówna − Lucyna Zdrojewska
- Maciej Kozłowski − Krzysztof, przyjaciel Jaśka, partnera Joli
- Marta Dąbrowa − Honorata
- January Brunov − Wojtek Brzezina, brat Marcina
- Maja Hirsch − policjantka Ada
- Dariusz Odija − Włodzimierz Podolak, dyrektor centrum handlowego
- Andrzej Deskur − Leszek, wspólnik Marcina
- Paweł Królikowski − terapeuta Przemek Górski
- Agnieszka Wielgosz − Basia Gajda-Zamecznik, druga żona Tomasza
- Magdalena Nieć − Renata, była dziewczyna Piotra; seria II
- Julian Swift-Speed − Kleju
- Diana Kadłubowska − Marta Dereńczuk
- Aleksander Trąbczyński − klient Grażyny
- Antoni Ostrouch − ojciec młodocianej prostytutki
- Dariusz Pick − klient nastoletniej prostytutki
- Robert Wrzosek − Czarek, narzeczony Halinki
- Magdalena Gnatowska
- Marcin Rój
- Olga Sarzyńska
- Mariusz Zaniewski